# Latouchia formosensis
Latouchia formosensis là một loài nhện trong họ Ctenizidae.
Loài này thuộc chi Latouchia. Latouchia formosensis được miêu tả năm 1943 bởi Kayashima.

## Hình ảnh

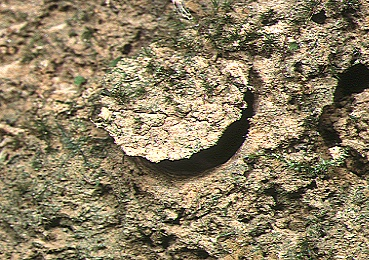